# Écriture unicamérale
Un alphabet unicaméral, monocaméral ou à casse unique, ne comporte qu’une graphie pour chacun de ses caractères ; il n’existe alors ni lettre minuscule ni lettre capitale mais seulement des lettres. Le persan, le kannara, le tamoul, l’arabe, l’hébreu, le géorgien et le coréen s'écrivent avec des alphabets unicaméraux, alors que le latin moderne, le grec, le cyrillique et l’arménien sont des écritures bicamérales, car elles ont deux casses pour chaque lettre, exemples : B/b, Β/β, Б/б, Բ/բ.
Des caractères isolés peuvent aussi être dits unicaméraux s’ils sont utilisés comme des lettres dans un alphabet bicaméral tout en n’ayant qu’une forme pour les deux casses ; c’est le cas de l’okina (ʻ) utilisé par des langues polynésiennes ainsi que du coup de glotte (ʔ) utilisé dans des langues comme le nuuchahnulth.
Certains spécialistes supposent que tous les alphabets bicaméraux ont d'abord été sans casse. Le latin par exemple, a d'abord été écrit dans un alphabet monocaméral aux temps de l'Empire romain, alphabet qui correspond à peu près au  haut de casse (majuscules et capitales) de l'alphabet latin actuel ; ce n'est que plus tard que les scribes ont développé de nouveaux jeux de symboles pour le reste des textes, qui sont devenus le bas-de-casse de l'alphabet latin.
L'alphabet géorgien, de son côté, a connu une évolution inverse : au moyen âge, le géorgien disposait aussi de deux jeux de caractères comme une écriture bicamérale, mais l'usage de ces deux casses aboutit ensuite à un système unicaméral. La forme ecclésiastique de l'alphabet géorgien, le khutsuri, avait une casse supérieure appelée asomtavruli (comparable aux capitales du latin) et une casse inférieure appelée nuskhuri (comparable aux minuscules latines). De ce nuskhuri est apparu un alphabet profane unicaméral, le mkhedruli, qui est l'alphabet géorgien utilisé de nos jours.
En 1982, Michael Mann et David Dalby ont proposé une variation de l'alphabet africain de référence  qui était une version unicamérale de l'alphabet latin. Cette version n'a apparemment jamais été activement utilisée. Un autre exemple d'alphabet latin unicaméral est l'Alphabet d'enseignement initial. De temps à autre, des fontes (de caractères) sont créées avec un aspect unicaméral pour leur donner un genre particulier ; c'était populaire dans les années 1960. 
L'alphabet phonétique international utilise des minuscules latines et grecques et quelques lettres issues des casses supérieures (des petites capitales en fait), ce qui aboutit à un alphabet unicaméral, bien qu’il ne soit utilisé à l’écrit pour aucune langue.